# Château de Marboué
Le Château de Marboué était un château français, étant désormais une ferme, situés à Louvigné, dans le département de la Mayenne et la région des Pays de la Loire. Il était situé à 1 500 mètres au Sud du bourg. 

## Désignation
- F. de Marboeio, XIe siècle, Cartulaire de l'Abbaye Saint-Vincent du Mans, chapitre 446.
- F. de Marboeto, 1118 (Cartulaire de l'Abbaye de Marmoutier de Tours).
- F. Marboe, v. 1150 (Cartulaire de l'Abbaye du Ronceray, p. 238
- Marbois (Carte d'État-Major).

## Historique
Il s'agissait d'un fief important, dont une famille de chevalerie porta le nom, mouvant des châtellenies de Bazougers et d'Entrammes, et du Comté du Maine pour la haute justice. 
Le titre de fondateur de l'église, le patronage de la chapelle de Marboué ou de la Broière qui s'y desservait, appartenaient au seigneur qui possédait un des hôtels de Laval avant le XVe siècle. Le domaine était au XVIIe siècle de 70 journaux de terres et de 20 hommes de prés. S'il y eut un château à l'origine de la féodalité, il fut abandonné rapidement pour d'autres résidences seigneuriales. Les douves sont restées très grandes.  Un fief de la Cantière lui semble uni et appartenait en 1476 à la dame de Marboué.

## Sources et bibliographie
- « Château de Marboué », dans Alphonse-Victor Angot et Ferdinand Gaugain, Dictionnaire historique, topographique et biographique de la Mayenne, Laval, A. Goupil, 1900-1910 [détail des éditions] (BNF 34106789, présentation en ligne)